# Spoorlijn Lengerich - Gütersloh
De spoorlijn Lengerich - Gütersloh is een Duitse spoorlijn en is als spoorlijn 9163 onder beheer van de Teutoburger Wald Eisenbahn.

## Geschiedenis
Het traject werd door de Vering & Waechter geopend tussen 1 november 1900 en 19 juli 1901. Tot 1968 heeft er personenvervoer plaatsgevonden op het gedeelte tussen Lengerich en Versmold, tot 1977 tussen Versmold en Gütersloh. Sinds 2011 is wegens schade door het wegspoelen van de baandam het gedeelte tussen Bad Iburg en Bad Laer gesloten. In november 2014 is bekendgemaakt dat de TWE voornemens was het noordelijke gedeelte tussen Lengerich en Versmold te verkopen. Het infrastructuurbedrijf LWS Lappwaldbahn heeft in december 2015 het gedeelte tussen Lengerich en Versmold gekocht, met de bedoeling, er in eerste instantie toeristische ritten en goederenvervoer, en na 2023 tussen Versmold en Gütersloh ook weer personenvervoer mogelijk te maken. In 2020 is het baanvak  Bad  Iburg - Bad  Laer v.v. opgeknapt en weer voor regulier treinverkeer bruikbaar  gemaakt.
Sinds 2017 rijden er incidenteel toeristische (stoom)treinen e.d. van de Teuto-Express op het traject Lengerich- Bad Iburg v.v.

## Aansluitingen
In de volgende plaatsen is of was er een aansluiting op de volgende spoorlijnen:
LengerichDB 2200, spoorlijn tussen Wanne-Eickel en Hamburg
DB 9165, spoorlijn tussen Ibbenbüren en Lengerich
HarsewinkelDB 9167, spoorlijn tussen Harsewinkel en Harsewinkel West (fabrieksspoor van de Claas landbouwmachinefabriek)
GüterslohDB 1700, spoorlijn tussen Hannover en Hamm
DB 2990, spoorlijn tussen Minden en Hamm
DB 9164, spoorlijn tussen Gütersloh en Hövelhof